# Parti démocratique de la nouvelle gauche
Le Parti démocratique de la nouvelle gauche (en espagnol : Partido Democrático de la Nueva Izquierda, PDNI) est un parti politique espagnol actif entre 1996 et 2001.

## Histoire
Le PDNI est constitué le 29 avril 1996, en tant que parti politique intégré à la coalition Gauche unie (IU). Promu par Diego López Garrido et Cristina Almeida, il réunit les partisans d'une ligne sociale-démocrate, critique de la gestion du coordonnateur fédéral d'IU Julio Anguita.
En raison des désaccords grandissants entre Anguita et les promoteurs du PDNI, le coordonnateur fédéral propose le 10 septembre 1997 l'expulsion du parti de la coalition, une décision soutenue par la présidence fédérale d'IU. La décision est ratifiée à 85 % des voix par le conseil politique fédéral le 27 septembre.
Le Ier congrès se réunit environ six mois plus tard, les 28 et 29 mars 1998. Les délégués nomment Cristina Almeida présidente et Diego López Garrido secrétaire général, après deux jours de débat centrés autour de la nécessité de forger des candidatures puis des gouvernements communs avec le Parti socialiste ouvrier espagnol (PSOE),. Dès le 18 novembre, Diego López Garrido et Joaquín Almunia s'entendent pour présenter des listes conjointes aux élections municipales, aux parlements des communautés autonomes, et européennes.
En novembre 1999, le PSOE ajoute le terme de « Progressistes » à son sigle pour les élections générales du 12 mars 2000, afin d'intégrer plusieurs candidats du PDNI sur ses listes. López Garrido et le secrétaire général du PSOE José Luis Rodríguez Zapatero s'accordent le 6 octobre 2000 pour engager le processus d’absorption du PDNI par le PSOE. Le projet est ratifié le 31 mars 2001 par le congrès du parti, bien que près d'un tiers des délégués s'y oppose. L'accord d'intégration est officiellement signé le 11 juillet par les deux secrétaires généraux.